# Loimanns

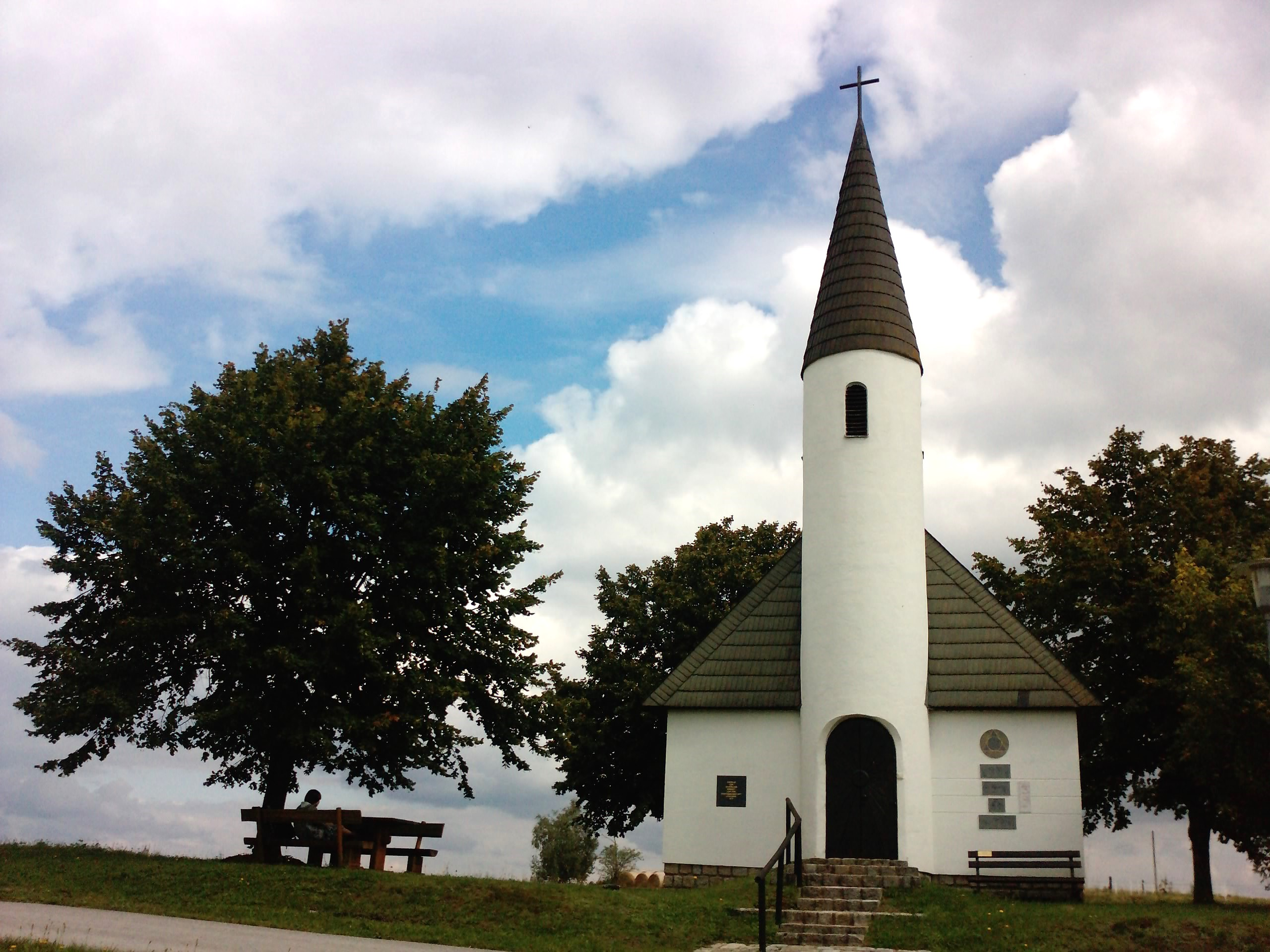
Gehörlosenkapelle in Loimanns, erbaut 1979

Loimanns ist eine Ortschaft und eine Katastralgemeinde der Gemeinde Litschau im Bezirk Gmünd in Niederösterreich mit 135 Einwohnern (Stand 1. Jänner 2025).

## Geografie
Das Dorf liegt südöstlich von Litschau an der Landesstraße L63 und wird vom Föhrenbach entwässert. Zur Ortschaft zählt auch die Streusiedlung Kibitzhäuser im Südwesten.
Am 1. April 2020 umfasste die Ortschaft 92 Adressen.

## Geschichte
Loimanns zählte über viele Jahrhunderte zur Herrschaft Litschau. Die ansässigen Bauern ernteten Korn, Hafer, Kraut, Rüben und Flachs, berichtete Schweickhardt. Das Vieh wurde bis nach Heidenreichstein verkauft und auch die Weberei war nicht unbedeutend. Im Jahr 1822 wurde der Ort als Dorf mit 22 Häusern genannt, das nach Litschau eingepfarrt war, wohin auch die Kinder eingeschult wurden. Die Herrschaft Litschau besaß die Ortsobrigkeit, übte die Landgerichtsbarkeit aus, besorgte die Konskription und hatte die Grundherrschaft inne.
Laut Adressbuch von Österreich waren im Jahr 1938 in der Ortsgemeinde Loimanns ein Fischhändler, zwei Gastwirte, zwei Gemischtwarenhändler und mehrere Landwirte ansässig. Im Zuge der Niederösterreichischen Kommunalstrukturverbesserung trat die damalige Ortsgemeinde Loimanns per 1. Jänner 1969 der Stadtgemeinde Litschau bei.

## Siedlungsentwicklung
1590/91 zählte Loimanns 15 untertänige Häuser; im Jahr 1751 gab es 18 untertänige Häuser.
Zum Jahreswechsel 1979/1980 befanden sich in der Katastralgemeinde Loimanns insgesamt 95 Bauflächen mit 32.143 m² und 48 Gärten auf 8.753 m², 1989/1990 waren es 120 Bauflächen. 1999/2000 war die Zahl der Bauflächen auf 341 angewachsen und 2009/2010 waren es 148 Gebäude auf 327 Bauflächen.

## Landwirtschaft
Die Katastralgemeinde ist landwirtschaftlich geprägt. 327 Hektar wurden zum Jahreswechsel 1979/1980 landwirtschaftlich genutzt und 203 Hektar waren forstwirtschaftlich geführte Waldflächen. 1999/2000 wurde auf 3,01 Hektar Landwirtschaft betrieben und 2,15 Hektar waren als forstwirtschaftlich genutzte Flächen ausgewiesen. Ende 2018 waren 2,95 Hektar als landwirtschaftliche Flächen genutzt und Forstwirtschaft wurde auf 2,17 Hektar betrieben. Die durchschnittliche Bodenklimazahl von Loimanns beträgt 19,1 (Stand 2010).